# Bisfenolo AF
Il bisfenolo AF, o BPAF, è un composto chimico di formula C15H10F6O2 che in condizioni normali si presenta come una polvere grigio-viola.

## Caratteristiche strutturali e fisiche
Il bisfenolo AF è un composto organofluorurato derivato dal bisfenolo A, in cui gli idrogeni dei gruppi metilici sono stati sostituiti da atomi di fluoro. Il composto risulta praticamente insolubile in acqua e lievemente solubile in DMSO e metanolo. Se riscaldato fino a decomposizione emette fumi tossici contenenti fluoro.
La dimensione delle particelle è pari a:
- L10D (v, 0.1) = 4.40 µm
- L50D (v, 0.5) = 13.96 µm
- L90D (v, 0.9) = 36.33 µm

| Caratteristiche strutturali          | Caratteristiche strutturali        |
| ------------------------------------ | ---------------------------------- |
| N. di atomi pesanti                  | 23                                 |
| N. di donatori di legami a idrogeno  | 2                                  |
| N. di accettori di legami a idrogeno | 8                                  |
| N. di legami ruotabili               | 2                                  |
| Caratteristiche fisiche              |                                    |
| Massa monoisotopica                  | 336,05849853 Da                    |
| Superficie polare                    | 40,5 Å²                            |
| Sezione d'urto                       | 166,06 Å² [M-H]- 230,13 Å² [2M-H]- |
| Pressione di vapore                  | 5,4 × 10⁻⁷ mmHg a 25°C             |
| Costante della legge di Henry        | 5,7 × 10⁻¹⁰ atm·m³/mol             |

## Sintesi
Il BPAF viene prodotto a partire da 2-esafluoropropanone e fenolo, in presenza di un catalizzatore a base di acido solfonico organico.

## Reattività e caratteristiche chimiche

### Spettri analitici
- 1H NMR[13]
- 13C NMR[14]
- 19F NMR[15]
- GC-MS[16]
- MS-MS[17]
- LC-MS[18]
- FTIR[19]
- ATR-IR[20]
- IR in fase di vapore[21]
- Raman[22]

## Farmacologia e tossicologia

### Tossicologia
Uno studio sulla linea cellulare HeLa ha dimostrato che:
- il composto agisce come antagonista del recettore β degli estrogeni (ERβ)
- l'attivazione mediata da elementi di risposta agli estrogeni (EREs) avviene tramite la funzione AF-2 del recettore ERα
- attiva la via MAPK p44/42 e i geni bersaglio di ERα
- agisce come interferente endocrino

Ulteriori studi hanno dimostrato che:
- oltre alla sua attività estrogenica, presenta attività antagonista sul recettore degli androgeni in vitro a basse concentrazioni micromolari
- è un attivatore relativamente debole del recettore X del pregnano (PXR) rispetto al BPA
- possiede attività agonista sul recettore degli ormoni tiroidei superiore a quella del BPA
- mostra il più alto potenziale di danneggiamento del DNA tra diversi bisfenoli, nelle cellule mononucleate del sangue periferico umano
- mostra una tossicità spermatogoniale superiore rispetto al BPA e al BPS, incluse alterazioni dose-dipendenti e tempo-dipendenti nella morfologia nucleare, nel ciclo cellulare, nelle risposte al danno del DNA e nella perturbazione del citoscheletro[24]
- sensibilizza gli adipociti umani agli effetti dell'IFNγ, associato all’obesità[25]
- l’esposizione materna al BPAF induce anomalie comportamentali nella prole adulta, insieme a difetti nello sviluppo sinaptico e neurobiologico[26]
- è associato ad un aumento dell'incidenza del diabete mellito di tipo 2 (T2DM)[27]
- induce stress ossidativo[28]

Il BPAF è metabolizzato principalmente in BPAF-glucuronide (BPAF-G), che non possiede attività agonista sul recettore degli estrogeni ed è ritenuto biologicamente inattivo. Il BPAF-G viene escreto principalmente nella bile e successivamente viene deconiugato nell’intestino, ritornando alla forma originale di BPAF.
| Test  | Somministrazione | Valore           |
| ----- | ---------------- | ---------------- |
| DNEL  | inalazione       | 0,118 mg/m³      |
| NOAEL | inalazione       | 10 mg/kg bw/d    |
| NOAEC | inalazione       | 8,82 mg/m³       |
| DNEL  | cutanea          | 0,033 mg/kg bw/d |
| NOAEL | cutanea          | 10 mg/kg bw/d    |

## Applicazioni
Veniva utilizzato:
- come agente reticolante per alcuni fluoroelastomeri
- come monomero per la sintesi di poliimmidi, poliammidi, poliesteri, copolimeri di policarbonato e altri polimeri speciali

I polimeri contenti BPAF trovano applicazione nei materiali compositi per alte temperature, nei materiali elettronici e in altre applicazioni speciali, tra cui:
- membrane permeabili ai gas,[25]
- fibre ottiche,
- imballaggi a contatto con gli alimenti,[30]
- guarnizioni per macchinari dell'industria alimentare e farmaceutica[31]
- carta termica[32]

## Impatto ambientale
Il composto è stato rilevato in diverse matrici ambientali nei pressi degli impianti di produzione, nei fanghi di depurazione, nella polvere domestica e in campioni di miele. Al contrario, non è stato rilevato in bevande in lattina e non, né nei pasti pronti.
Se rilasciato nell’aria il bisfenolo AF esiste sia in fase vapore che in fase particolata nell’atmosfera. Il bisfenolo AF in fase vapore sarà degradato nell’atmosfera tramite reazione con radicali idrossilici prodotti fotochimicamente. Il tempo di dimezzamento stimato per questa reazione nell’aria è di 1,6 ore. Il bisfenolo AF in fase particolata sarà rimosso dall’atmosfera tramite deposizione umida e secca.
Se rilasciato nel suolo, si prevede che il bisfenolo AF non abbia mobilità ed esisterà parzialmente in forma anionica. Gli anioni generalmente non si adsorbono più fortemente ai suoli contenenti carbonio organico e argilla rispetto alle loro controparti neutre. La volatilizzazione da superfici di suolo umido non è considerata un processo rilevante e non si prevede che volatilizzi da superfici di suolo secco.
Se rilasciato in acqua, si prevede che il bisfenolo AF si adsorba ai solidi sospesi e ai sedimenti. La volatilizzazione dalle superfici acquatiche non è considerata un processo ambientale rilevante. Il composto ha un potenziale elevato di bioconcentrazione negli organismi acquatici. L’idrolisi non è considerata un processo ambientale significativo, poiché il composto non possiede gruppi funzionali che si idrolizzano in condizioni ambientali. La foto-ossidazione sensibilizzata potrebbe avere una certa rilevanza come processo di degradazione del bisfenolo AF nelle acque naturali esposte alla luce solare.
| Fattore di bioconcentrazione (BCF)          | 420     |
| Coefficiente di adsorbimento organico (Koc) | 7,6×10⁵ |